# Damião de Góis
Damião de Góis, hispanizado como Damián de Goes (AFI: /dɐ.mi.'ɐ̃w̃ dɨ gɔjʃ/) (Alenquer, Portugal; 2 de febrero de 1502jul. 12 de febrero de 1502greg.-ibídem, 30 de enero de 1574jul. 9 de febrero de 1574greg.) fue un historiador y humanista portugués del Renacimiento, amigo y discípulo de Erasmo de Róterdam. También fue secretario de la representación comercial portuguesa en Amberes en 1523, nombrado por el rey Juan III de Portugal. Es conocido por ser uno de los primeros historiadores en describir el cristianismo etíope.

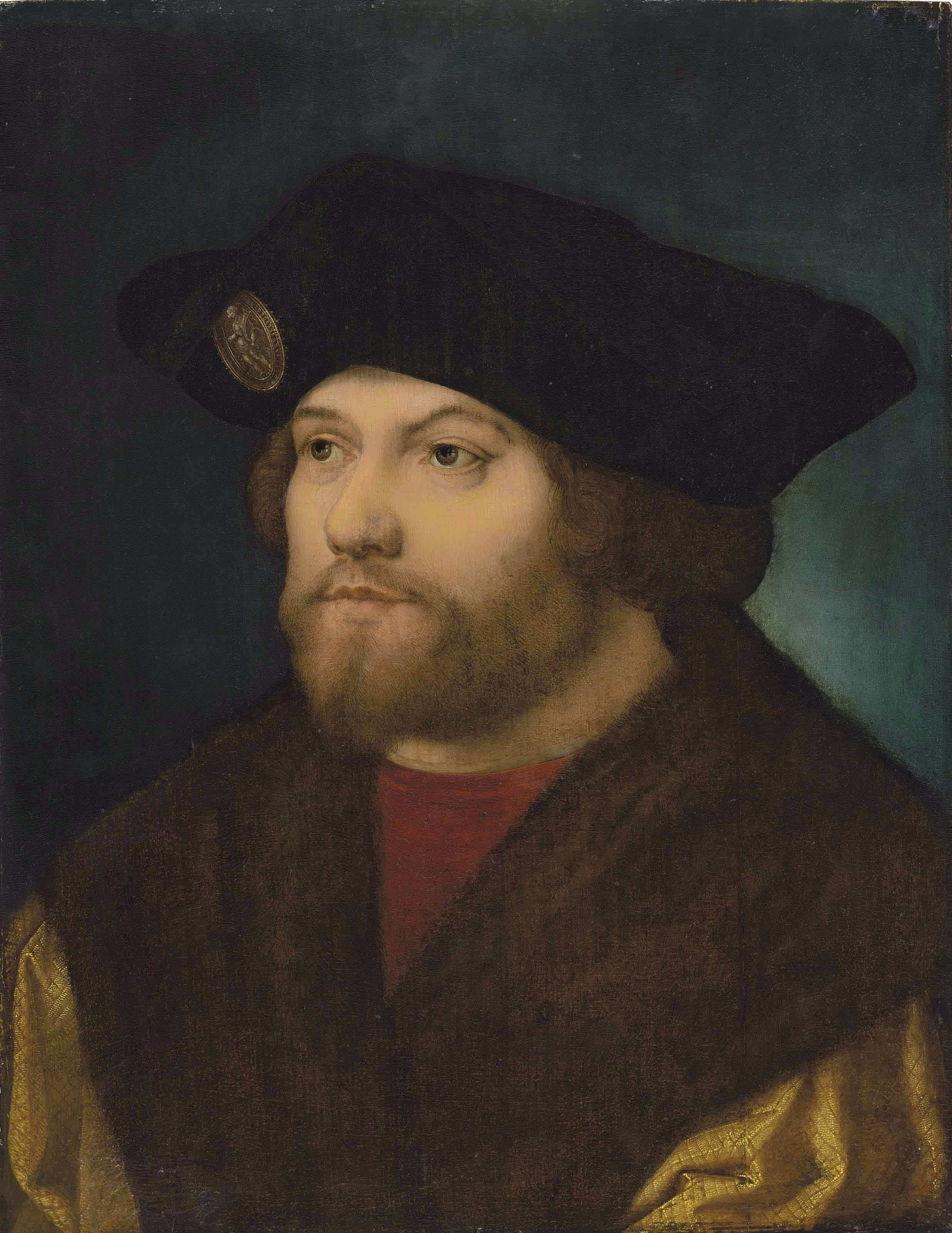
Retrato anónimo de Damião de Góis del, sacado del grabado de Alberto Durero

## Biografía
Góis nació dentro de una familia noble que servía a los reyes de Portugal; su abuelo, Gomes Dias de Góis, conoció al príncipe Enrique el Navegante. En 1518 se unió a la corte del rey Manuel I de Portugal como paje (aunque Marcelino Menéndez Pelayo dice que ya estaba en la corte a los nueve años) hasta el fallecimiento del monarca en 1521. Su sucesor, Juan III, envió en 1523 a Góis / Goes a Amberes como secretario y tesorero de la feitoria (factoría, oficina comercial), un cargo muy lucrativo que le permitió costearse una colección de arte y ofrecer magníficos regalos. A partir de entonces, Góis viajó por varios países europeos: Polonia, Lituania, Dinamarca (en 1531), Alemania (Lübeck y Wittenberg, donde conoció a Lutero y a Melanchton), Suecia, Francia e Italia; también tuvo trato y amistad con otras numerosas figuras importantes, tales como Sebastián Münster, Erasmo de Róterdam (quien lo invitó a su casa unos meses en Friburgo en 1534), y Giovanni Battista Ramusio. En cuanto a sus amistades portuguesas, pueden citarse João de Barros y el gran humanista André de Resende. Estuvo en breve tiempo en España, para ir de peregrinación a Santiago de Compostela.
Góis o Goes era un humanista ecléctico y de ideas abiertas, por lo que algunas de sus amistades o simples conversaciones con herejes le valieron luego un proceso inquisitorial; tomó cursos en las Universidades de Padua, donde estuvo cinco años desde 1534 y se hizo amigo de Pietro Bembo y humanistas como Lazzaro Bonamico y los cardenales Jacopo Sadoleto y Cristoforo Madruzzo, obispo de Trento, deleitados con su varia erudición, y más tarde en la Universidad Católica de Lovaina, donde tuvo por amigos a los latinistas Conrad Goclenius y Pietro Nannio, maestro el segundo de Fox Morcillo, así como a Cornelis de Schrijver, más conocido como Cornelius Scribonius Grapheus, un poeta antuerpiense. Por entonces se casó con Joana van Hargen, hija del conde de Hargen, de quien tuvo ocho hijos, y se consagró al estudio de la elocuencia.
Tradujo varias obras clásicas tales como el diálogo Cato maior de senectute de Cicerón al idioma portugués. También compuso varias piezas musicales y mantuvo una colección privada de pinturas. En 1542 un ejército francés, o más bien del país de Güeldres, pero a sueldo de Francisco I, se presentó sobre Lovaina, y Damián de Goes fue nombrado capitán de un grupo de estudiantes movilizados para la defensa; fue hecho prisionero y estuvo nueve meses en Lombardía hasta que se pagó por él un rescate de 63.000 escudos de oro; fue recibido triunfalmente en la ciudad y Carlos V le concedió en recompensa un escudo de armas. Su fama corría por toda Europa; Enrique Glareano lo cita en sus libros de Música; también Bonifacio Amervachio y Segismundo Gelenio, quien le dedicó sus observaciones a la Historia Natural de Plinio el Viejo.
Goes tradujo del latín al portugués el mensaje de la misión diplomática etíope del armenio Mateo (representante del Negus Dawit II de Etiopía) a Portugal (1532), que también incluía la famosa “Carta del Preste Juan”, escrita por la reina etíope Eleni (1509) y una Confessio illorum fidei. En 1540 publicó su famosa obra Fides, religio, moresque Aethiopum, que describía detalles desconocidos del cristianismo ortodoxo etíope e incluía un apéndice sobre los sami, entonces llamados lapones.
Este libro recibió una difusión amplia en Europa, tanto en círculos protestantes como católicos, y hubo ediciones sucesivas exitosas (París, 1541, Lovaina, 1544, Leiden, 1561, Colonia, 1574). Esto dio popularidad al autor, pero el poderoso cardenal Enrique de Portugal, Gran Inquisidor de Portugal, prohibió el libro en todo el reino. «Movido por el despecho», como dirán más tarde varios de los testigos, el provincial de los jesuitas Simão Rodrigues, compañero de Ignacio de Loyola, delató a Goes ante la Inquisición portuguesa de Évora el 5 de septiembre de 1545 y de nuevo, en Lisboa, el 24 de septiembre de 1550, por haber tenido trato familiar con herejes excomulgados, uno de ellos Roque de Almeida, y por sus dudas sobre las indulgencias y la confesión auricular (el jesuita Simão Rodríguez añadía además haberle oído dudas sobre gracia y predestinación y sobre el poder del papa), así como por haber leído obras prohibidas e inobservar prácticas religiosas comunes como guardar los ayunos y rezar las horas canónicas. Sin embargo, este proceso, secreto como todos los de la Inquisición, no obró efectos entonces contra él.
En 1548, Goes fue nombrado Guarda Mor (Gran Guardián) de la Torre do Tombo (Archivos Reales) y diez años después (1558) fue encargado por el mismo cardenal Enrique de la redacción de la crónica del reinado de Manuel I. El trabajo fue completado en siete años y se convirtió en su mayor realización. En 1570 se reactivó el proceso inquisitorial y el infante-cardenal don Enrique, que había protegido a Goes dilatando el procedimiento, dio orden a la Inquisición el 4 de abril de 1571 de que Goes sufriera reclusión en el monasterio de Batalha; estaba ya muy viejo: 69 años de edad, y se hallaba incomunicado y abandonado por su familia, padeciendo una sarna que le había cubierto de heridas:
Todo el cuerpo, que me falta poco para me juzguen leproso y casi no tengo fuerzas para sostenerme sobre las piernas. [...]  Les pido que me manden prestar un libro en latín para leer, cualesquiera, porque me estoy pudriendo y con leer se me ocurren muchos pensamientos
A mediados de 1573 lo dejaron recluirse en su casa, aunque fue hallado muerto poco después en Alenquer el 30 de enero de 1574, en circunstancias misteriosas (por apoplejía o aparentemente asesinado por sus criados, quienes querían robarle). Su epitafio latino, escrito por él mismo, es este:
Al Dios más grande y mejor. Damião de Goes, que una vez fue caballero lusitano, atravesó Europa por asuntos públicos; sufrió los varios trabajos de Marte y las Musas, los príncipes y los sabios lo amaron con razón; descansa en Alenquer, donde nació, en esta tumba, hasta que el día señalado despierte estas cenizas.

## Bibliografía de Góis

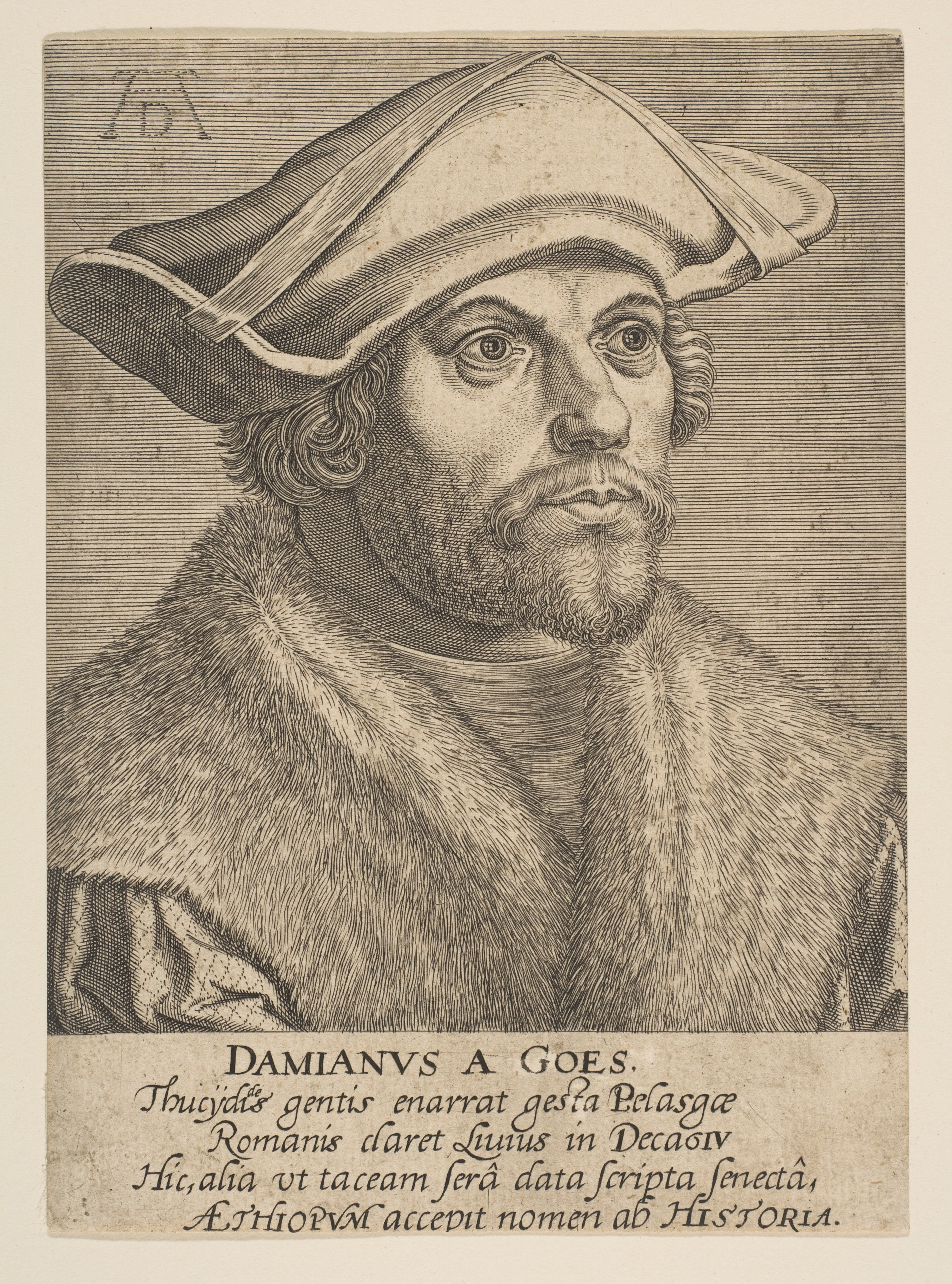
Damianvs a Goes, grabado de Philipe Galle a partir de un dibujo de Alberto Durero. Nueva York, Metropolitan Museum of Art.